# Чернецкое (заказник)
Чернецкое — ландшафтный заказник местного значения. Находится в Краматорском районе Донецкой области. Статус заказника присвоен решениями Донецкого областного исполкома № 9 от 27 июня 1984 года и № 310 от 21 июня 1972 года. Площадь — 197 га. На территории заказника находятся сосновые насаждения искусственного происхождения и дубовые насаждения естественного происхождения
Чернецкое входит в состав Национального природного парка «Святые горы».